# Štefan Krčméry
Štefan Krčméry (26. prosince 1892, Mošovce – 17. února 1955, Pezinok) byl slovenský básník, literární historik a kritik, publicista, překladatel, správce Matice slovenské, signatář Martinské deklarace. Užíval také pseudonymy Eska, Ján Jesom, Strýček Štefan aj.

## Život
Narodil se v rodině evangelického faráře Miloslava Krčméryho a jeho manželky Oľgy, rozené Petényové. Jeho dědem byl štúrovec August Horislav Krčméry. Lidovou školu navštěvoval v Jasenové, gymnázium v Banské Bystrici (1903-1907), evangelické lyceum v letech 1907-1911 v Bratislavě a v letech 1911-1915 zde také vystudoval evangelickou teologii. Chvíli působil jako kaplan v Krajném a v Bratislavě, ale pak zanechal kněžského povolání a působil jako literární kritik, publicista, básník, historik, teoretik a organizátor kulturního života. V letech 1918-1919 byl redaktorem Národných novin a působil také jako šéfredaktor Slovenských pohľadov a tajemník obnovené Matice slovenské. V letech 1920-1921 byl spolu s manželkou Helou na studijním pobytu v Paříži, po návratu vykonával funkci tajemníka Matice slovenské a také redigoval obnovené Slovenské pohľady (1922-1932), časopis Knižnica Slovenských pohľadov, Slovenský ochotník, Naše divadlo, Včielka a jiné. V roce 1930 odešel na 3 měsíce do Prahy, kde si na Karlově univerzitě doplnil vzdělání a získal titul PhDr.

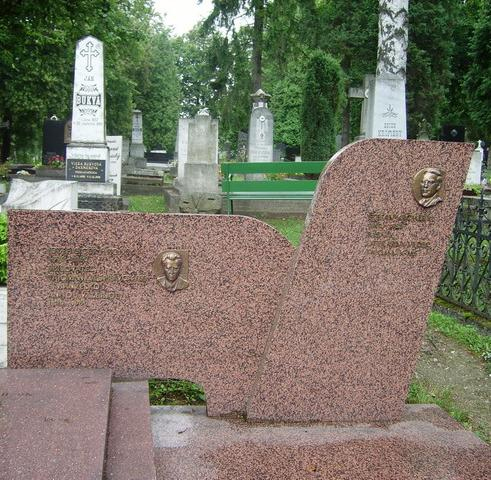
Hrob Štěpána Krčméryho na Národním hřbitově v Martině

Na podzim roku 1931 se u něj projevily duševní problémy, které v následujícím roce přerostly do vážné psychické choroby (schizofrenie). Koncem roku 1932 přestal redigovat Slovenské pohľady a v roce 1933 se definitivně vzdal místa tajemníka Matice slovenské. V literární práci však neustal. Byl také členem několika kulturně-společenských institucí (Matice chorvatská, Provensálská Félibrige, Matice srbská aj.). Žil na různých místech, od 1949 až do smrti se trvale léčil v Pezinku. Pohřben byl v Bratislavě, ale jeho ostatky byly později přeneseny na Národní hřbitov v Martině.

## Tvorba
Publikovat začal v roce 1913, přičemž přispíval do několika časopisů (Slovenské pohľady, Dennica, Živena, Národné noviny, Mladé Slovensko aj.). Debutoval v roce 1920 sbírkou básní Keď sa sloboda rodila. Kromě kritického realismu používal i prvky symbolismu, inspiroval se Hviezdoslavem a štúrovci, ale také evropskými romantickými básníky. Svou tvorbou pokračoval v úsilí slovenské moderny. Věnoval se psaní vlastenecké a milostné lyriky, ale také spirituální lyriky. V jeho básních se často vyskytují symboly tmy a světla, ale také symbolický uzavřený prostor tmavých hor, který vyjadřuje pocit nevyhnutelnosti a bezvýchodnosti lidského osudu.
V prozaické tvorbě zakomponoval lyrické obrázky a úvahy do osobních vyznání ve formě listů budoucí manželce.
Jeho nejvýznamnějším teoretickým dílem jsou dvousvazkové dějiny slovenské literatury 150 let slovenské literatury, jež jsou zaměřené na osobnosti 18. a 19. století. Kromě toho publikoval řadu studií a příspěvků o literatuře, umění a kultuře. Mimořádné zásluhy si získal jako redaktor Slovenských pohladov (1922-1932), kolem kterých soustředil starší i začínající autory.
Jak tajemník Matice slovenské se přičinil o pořádání jejích vědeckých a uměleckých akcí, v rámci Ústředí slovenských ochotnických divadel i matičních místních odborů aktivizoval divadelní a osvětovou činnost na celém Slovensku. Věnoval se i překládání poezie z maďarštiny, němčiny, francouzštiny, ze slovanských literatur. Vydal též výběr ze slovenské poezie v maďarštině, ve vlastním překladu.

## Dílo

### Poezie
- 1920 – Když se svoboda rodila – obsahuje vlastenecké básně, oslavující vznik ČSR
- 1929 – Herbarium – obsahuje osobní lyriku, vyjadřuje vnitřní smutek a nejistotu vlivem stupňující se nemoci
- 1930 – Piesne a balady – vrací se zde k štúrovské poezii (sylabický veršový systém)
- 1932 – Slovo čisté
- 1944 – Pozdrav odmlčaného básnika – vzpomínkově-reflexivní sbírka

### Próza
- 1932 – Oslobodenie – básnická próza o vlastním životě a životě popřevratového Slovenska
- 1957 – Zimná legenda – cyklus próz a črt
- 1972 – Ty a Ja – prózy, úvahy, črty a básně, které byly komponovány jako dopisy jeho budoucí manželce Hele Karlovské

### Literární věda
- 1920 – Prehľad dejín slovenskej literatúry a vzdelanosti
- 1927 – Moyses a Kuzmány
- 1928 – Ľudia a knihy – populární zobrazení významných osobností slovenské literatury
- 1936 – Zo slovenskej hymnológie – jubilejní publikace při příležitosti 300. výročí vydání zpěvníku Cithara sanctorum Jiřího Třanovského
- 1943 – Stopäťdesiat rokov slovenskej literatúry
- 1976 – Dejiny literatúry slovenskej – osobnosti literatury od Velké Moravy až po vznik Československa

### Ostatní díla
- 1925 – Anthology Szlovák kőltőkből – antologie slovenské poezie
- 1925 – Salome – překlad veršovaného dramatu od Oscara Wilda
- 1944 – Z cudzích sadov – překlady moderní evropské poezie
- 1975 – Estetické reflexie

### Články, statě a úvahy
- 1922 – Slovensko a jeho život literárny
- 1924 – Literárne snahy slovenské
- 1926 – O možnostiach rozvoja slovenskej literatúry
- 1931 – Prozódia štúrovských básnikov
- 1932 – Melódia vety a prízvuk v slovenčine
- 1935 – Estetika krás prírodných

### Výběry
- 1975 – Estetické reflexie
- 1977 – Román bez konca